# DeMarcus Cousins
DeMarcus Cousins (* 13. srpna 1990, Mobile, USA) je americký profesionální basketbalista. Od roku 2010 do roku 2017 hrál za Sacramento Kings, od roku 2017 do roku 2018 hrál za New Orleans Pelicans a od roku 2018 hraje za Golden State Warriors. Dvakrát reprezentoval Spojené státy, a byl tak členem týmů, které získaly zlato na Mistrovství světa v basketbalu mužů 2014 a na LOH v roce 2016 v Riu de Janeiru.
Po téměř roce, kdy v důsledku zranění nehrál, 19. ledna 2019 debutoval v dresu Golden State Warriors, během 15 minut získal 14 bodů a 3 asistence.
Cousins je známý zejména úspěšností svých doskoků, více než 50krát v zápase nastřílel přes 30 bodů.